# Münchenwiler
Münchenwiler (en francés Villars-les-Moines) es una comuna suiza del cantón de Berna, situada en el distrito administrativo de Berna-Mittelland. La comuna constituye en enclave en el cantón de Friburgo, limitando al norte con la comuna de Murten-Morat, al este con Salvenach, al sur con Cressier y Courlevon, y al oeste con Courgevaux.
Hasta el 31 de diciembre de 2009 situada en el distrito de Laupen.

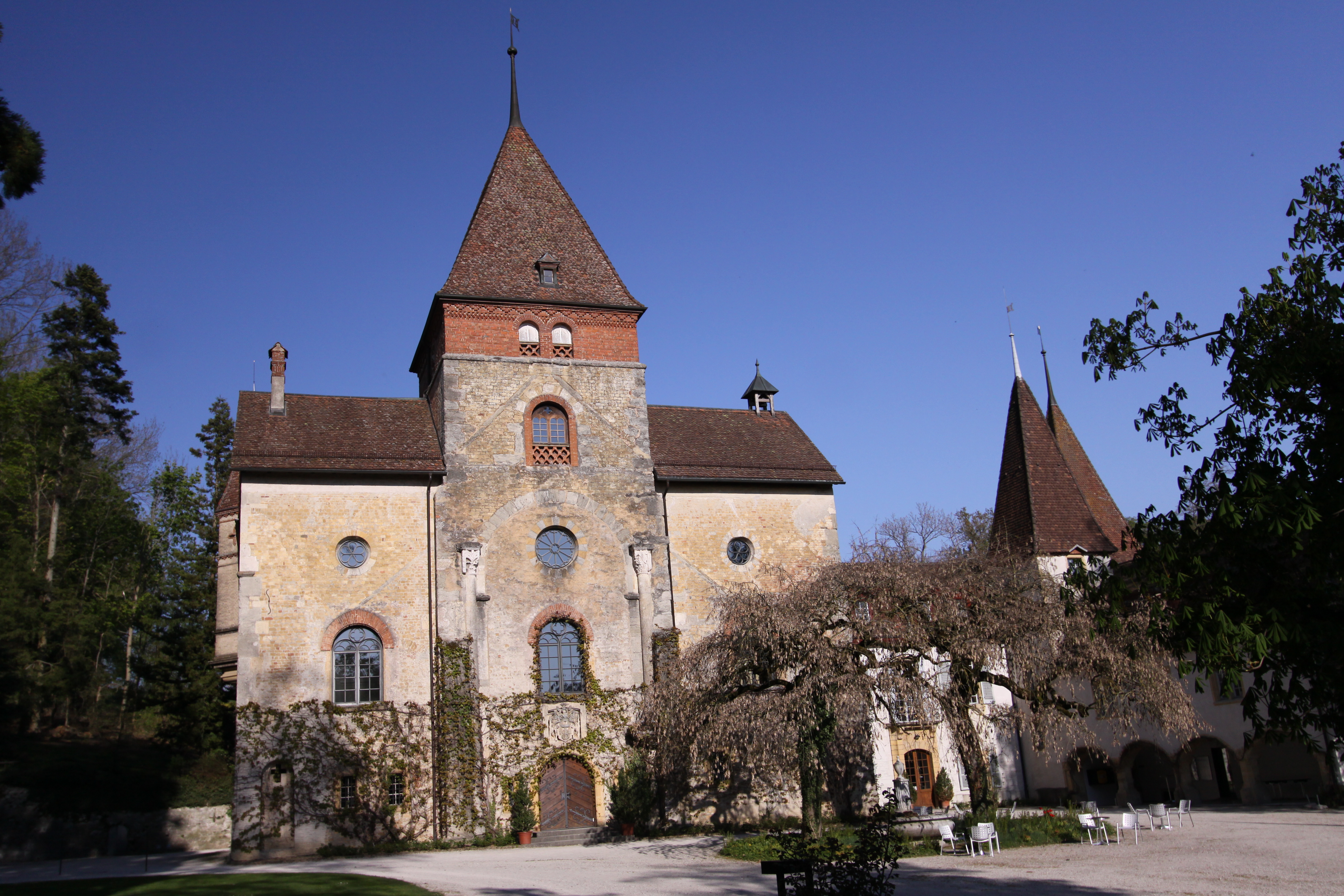
Castillo de Münchenwiler.

## Transportes
Ferrocarril
Cuenta con una estación ferroviaria en la que efectúan parada trenes regionales.